# 悲しみトワイライト
『悲しみトワイライト』（かなしみトワイライト）はモーニング娘。33枚目のシングル。2007年4月25日に発売された。

## 概要
4代目リーダー吉澤ひとみ参加最後のシングル（6月に藤本美貴が脱退したため、事実上藤本のラストシングルにもなる）。
ジュンジュンとリンリン加入発表後発売シングルであるが本作は不参加。次作「女に 幸あれ」から参加。
センターは吉澤ひとみ。2001年の「Mr.Moonlight 〜愛のビッグバンド〜」以来、2度目のセンターポジション（ちなみにどちらもメインとセンターの両方を担当）。
メインは吉澤ひとみ・高橋愛・藤本美貴。前作「笑顔YESヌード」も担当（前作は新垣もメイン）。Aメロは1番2番共に藤本と高橋がメインだが、大サビでは吉澤のソロ・パートがある。
ジャケット撮影時、シングル採用されたものの他に、吉澤のいない8人（当時）ヴァージョンも制作した。吉澤は「こういうモーニング娘。になるんだ…。」と一人寂しく思っていたという。
ミュージック・ビデオ撮影の際、久住小春が虫垂炎のため、全員撮影の際は参加せず後日周辺のメンバーと撮影に臨んだ。（「女神のキセキ」（2011年3月8日放送））。
初回生産限定盤A・Bおよび通常盤初回プレス分にイベント招待抽選のシリアルナンバーカード封入。
2007年5月7日付のオリコンチャートで、デビュー以来のシングル総売上が1,108.5万枚となり、ピンク・レディーの1,103.7万枚を超え、女性グループとしては歴代1位になった。また、初動売上が5万枚を超えたのは、2005年の「色っぽい じれったい」以来である。

### 購入者応募抽選特典イベント
2007年4月29日に開催。「色っぽい じれったい」以来の1年9ヶ月ぶりのイベントである。
全メンバーが2組に分かれて、東京（ディファ有明）、大阪（大阪国際交流センター大ホール）で入れ替わりで同時開催。

## 収録曲
| 全作詞・作曲: つんく。 |                                        |        |            |        |
| #                      | タイトル                               | 作詞   | 作曲・編曲 | 編曲   |
| 1.                     | 「悲しみトワイライト」                 | つんく | つんく     |        |
| 2.                     | 「Hand made CITY」                     | つんく | つんく     |        |
| 3.                     | 「悲しみトワイライト（Instrumental）」 | つんく | つんく     | 山崎淳 |

## 参加メンバー
- 4期：吉澤ひとみ
- 5期：高橋愛、新垣里沙
- 6期：藤本美貴、亀井絵里、道重さゆみ、田中れいな
- 7期：久住小春
- 8期：光井愛佳

## 参加ミュージシャン
- 山崎淳 - プログラミング&ギター(1)
- 稲葉貴子 - コーラス(1)
- 鈴木Daichi秀行 - プログラミング&ギター(2)
- 鎌田浩二 - ギター(2)
- CHINO - コーラス(1)